# Régence d’Albany
La Régence d’Albany désigne le pouvoir de grands journaux coalisés basés près d’Albany, capitale de l'État de New York. En 1810, Albany était la capitale de l'État de New York et la dixième ville des États-Unis en 1810, avec 10 763 habitants. Qualifiée de « machine politique dirigée par Martin Van Buren », gouverneur de l'État de New York en 1829 puis président américain de 1836 à 1840, la « Régence » de ces journaux, qui ont fait la pluie et le beau temps des années 1810 au milieu des années 1830, était redoutée dans le domaine économique et financier, mais aussi diplomatique et politique, au point de peser sur la politique étrangère très expansionniste des États-Unis. 

## Histoire
La guerre de 1812 a divisé l’opinion publique et la presse américaine: elle est réclamée par les journaux des états de l’ouest, qui souhaitent légitimer l'expansion territoriale, tandis que les fédéralistes de la Nouvelle-Angleterre, la jugent désastreuse. Les premiers savourent la victoire, qui donne tout son prestige à leur leader Andrew Jackson, un homme du sud qui dispose de solides réseaux à New York, où se constitue la « Régence d’Albany », dans le sillage des combats du Parti français à Washington contre le Parti fédéraliste  une quinzaine d'années plus tôt.
La « Régence » tire sa force du soutien des journaux comme l’Albany Argus, fondé en 1813 par Jesse Buel (1778-1839), au ton très agressif mais considéré comme le titre américain le plus influent. Autre pilier de la « Régence d’Albany », The Enquirer, qui en 1829 fusionne avec le New York Courier pour devenir le Courier and Enquirer, le journal américain le plus lu, et le Washington Globe, d'Amos Kendall, auditeur du Trésor fédéral puis ministre des postes, à la tête duquel Andrew Jackson place en 1830 son neveu Francis Preston Blair.
Ces hommes d'affaires exigent et obtiennent le renvoi de leurs adversaires de la plupart des postes dans l'administration, et désignent leurs candidats, en général aussitôt acceptés. En quelques mois, les fédéralistes furent exclus de toutes les positions officielles et remplacés par les candidats proposés par les journaux coalisés. La délivrance de l’agrément bancaire dans l’État  de New York a en particulier été contrôlé par cette « Régence d’Albany » : les agréments bancaires n’étaient délivrés qu’à ses amis de la Régence, en échange de quoi les législateurs recevaient divers pots-de-vin, comme la possibilité de souscrire au pair à l'introduction en Bourse d’actions bancaires, même lorsque le titre se négociait avec une surcote substantielle. 
Dirigée par Martin Van Buren, élu sénateur américain en 1821, la « Régence » inclut des hommes d'affaires basés près d’Albany et nombre de ses proches et conseillers parmi lesquels John A. Dix, 
Benjamin Franklin Butler, Samuel A. Talcott, Silas Wright, William L. Marcy, Azariah C. Flagg, Roger Skinner, Benjamin Knower, et l'imprimeur de l'État Edwin Croswell.
La « Régence » perdit une grande partie de son pouvoir avec la perte du contrôle de l’État de New York en 1837, à la suite d'un changement de la législation du droit de vote en 1826, qui a mis en place le suffrage masculin universel. En 1837, le parti Whig, devenu dominant, édicta la première loi de liberté bancaire d’Amérique, régime sous lequel la législature de l’État ne délivrait plus d’agrément du tout: les banques étaient désormais autorisées à condition de déposer des obligations auprès du Contrôleur de la monnaie de l’État, en garantie de leur émission d’effets. En mai de la même année se produit la panique de 1837. Nouveau revers l'année suivante quand William L. Marcy perd l'élection au poste de gouverneur de New York face au parti Whig et son candidat William H. Seward, en 1838.
En politique étrangère, dopés par l'épisode de la république de Floride occidentale, les hommes de la Régence d’Albany se mobilisent à leurs débuts pour l’acquisition de la Floride à l’Espagne, en influençant le Congrès des États-Unis pour qu'il y consacre un budget de 25 millions de francs. Cet objectif est atteint via le traité d'Adams-Onís, signé le 22 février 1819. L'étape suivante fut la conquête du Texas, menée d'abord sur le plan financier, puis par les armes. Les spéculateurs américains convoitaient ces immenses terres et le gouvernement espérait ainsi maintenir la parité entre États esclavagistes et abolitionnistes au sein de l'Union. En 1827 et 1829, les présidents John Quincy Adams et Andrew Jackson tentèrent d'acheter la région au gouvernement mexicain, sans y parvenir. Suivirent ensuite l’annexion de l’Oregon, l’achat de l’Alaska à la Russie et les « démonstrations menaçantes faites à diverses reprises sur les frontières du Mexique et sur celles du Canada ».